# World of Warcraft: Legion
World of Warcraft: Legion – szósty dodatek do gry komputerowej z gatunku MMORPG World of Warcraft. Został wyprodukowany i wydany przez Blizzard Entertainment. Premiera gry została ogłoszona 6 sierpnia 2015 roku podczas targów gamescom 2015 i została wydana 30 sierpnia 2016 roku.

## Fabuła
Fabuła gry to dalszy ciąg wydarzeń z Warlords of Draenor. Płonący Legion na czele z czarnoksiężnikiem Gul’danem zostaje wysłany do Azeroth w jego oryginalnej linii czasowej i po raz kolejny najeżdża Azeroth, jednak tym razem mając do dyspozycji dużo większe siły. Wydarzenia w tym dodatku to zepchnięcie przeciwnika na ich przyczółek na Broken Shore, gdzie po wyniszczającej walce giną główne postacie zarówno z Sojuszu jak i Hordy, lecz pomimo ogromnych strat udaje im się zebrać wspólnie siły by ostatecznie zakończyć z Płonącym Legionem. 
W łatce 7.3 do gry została dodana planeta Argus, niegdyś miejsce życia eredarów, aktualnie będąca ostatnią fortecą Płonącego Legionu.

## Rozgrywka
Głównymi nowościami dodatku są: podniesienie poziomu doświadczenia do 110, dodanie w Azeroth nowego obszaru The Broken Isles i planety Argus oraz wprowadzenie od poziomu 98 nowej klasy bohatera o nazwie demon hunter. Dodatkowo dodano dwanaście nowych instancji (10 „dungeonów” i 3 „raidy”).
Nowością w tym dodatku jest również skalowanie poziomu doświadczenia gracza do poziomu przeciwników, tym samym gracz ma możliwość dowolnego poruszania się po Broken Isles, gdyż wszędzie znajdzie przeciwników z poziomem wyrównanym do własnego. Innowacją jest również wprowadzenie na Broken Isles i na Argusie tzw. „world questów”, pojawiających się dynamicznie w losowych miejscach i trwających od kilku godzin do kilku dni. Ulepszony został również system honoru (PvP) do wersji 3.0 oraz transmogryfikacja.

## Odbiór gry
World of Warcraft: Legion został przyjęty pozytywnie przez recenzentów, uzyskując średnią z ocen wynoszącą 88/100 punktów według serwisu Metacritic.
W dniu premiery sprzedaż gry osiągnęła poziom wynoszący ponad 3,3 miliona kopii, poprawiając tym samym rekord osiągnięty przez poprzednie dodatki oraz czyniąc go jednym z najszybciej sprzedających się tytułów na PC w historii. W tygodniu premiery liczba graczy osiągnęła najwyższy poziom od czasu wydania World of Warcraft: Cataclysm, natomiast w III kwartale 2016 roku gra odnotowała prawie 30% wzrost miesięcznej aktywności użytkowników (MAU) w porównaniu do poprzedniego kwartału. Z kolei podczas imprezy TwitchCon 2016 firma Twitch podała, że World of Warcraft: Legion był drugą (po Overwatch) najchętniej streamowaną grą. Podczas sprawozdania finansowanego za rok 2016 podano, że gra odnotowała 10% wzrost aktywności użytkowników w porównaniu do roku poprzedniego oraz 20% wzrost MAU w IV kwartale w ujęciu rok do roku. Podczas sprawozdania za II kwartał 2017 roku podano, że czas spędzony przez graczy w World of Warcraft wzrósł w ujęciu rok do roku, a Legion nadal przewyższał wcześniejszy dodatek Warlords of Draenor.